# Консерви

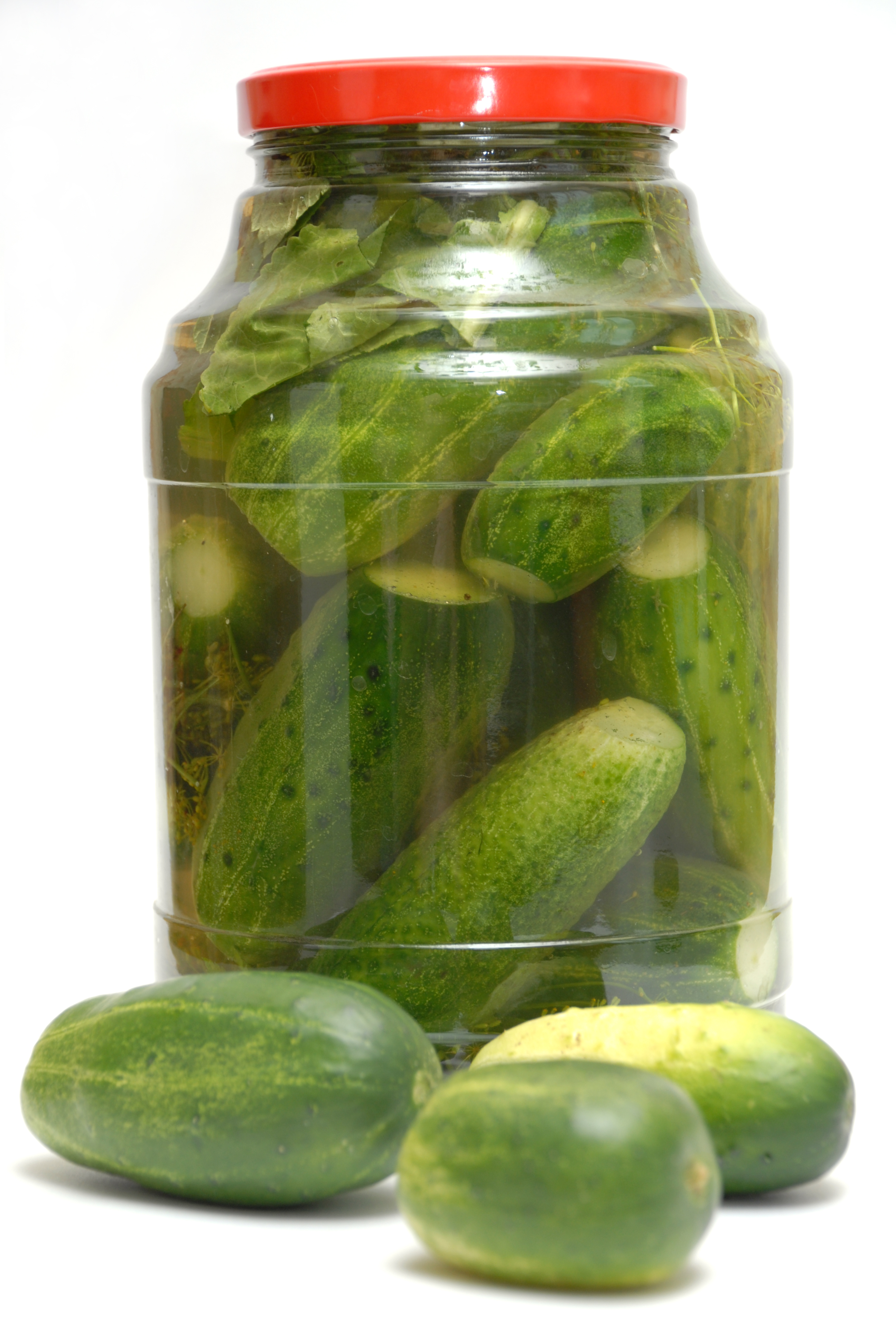

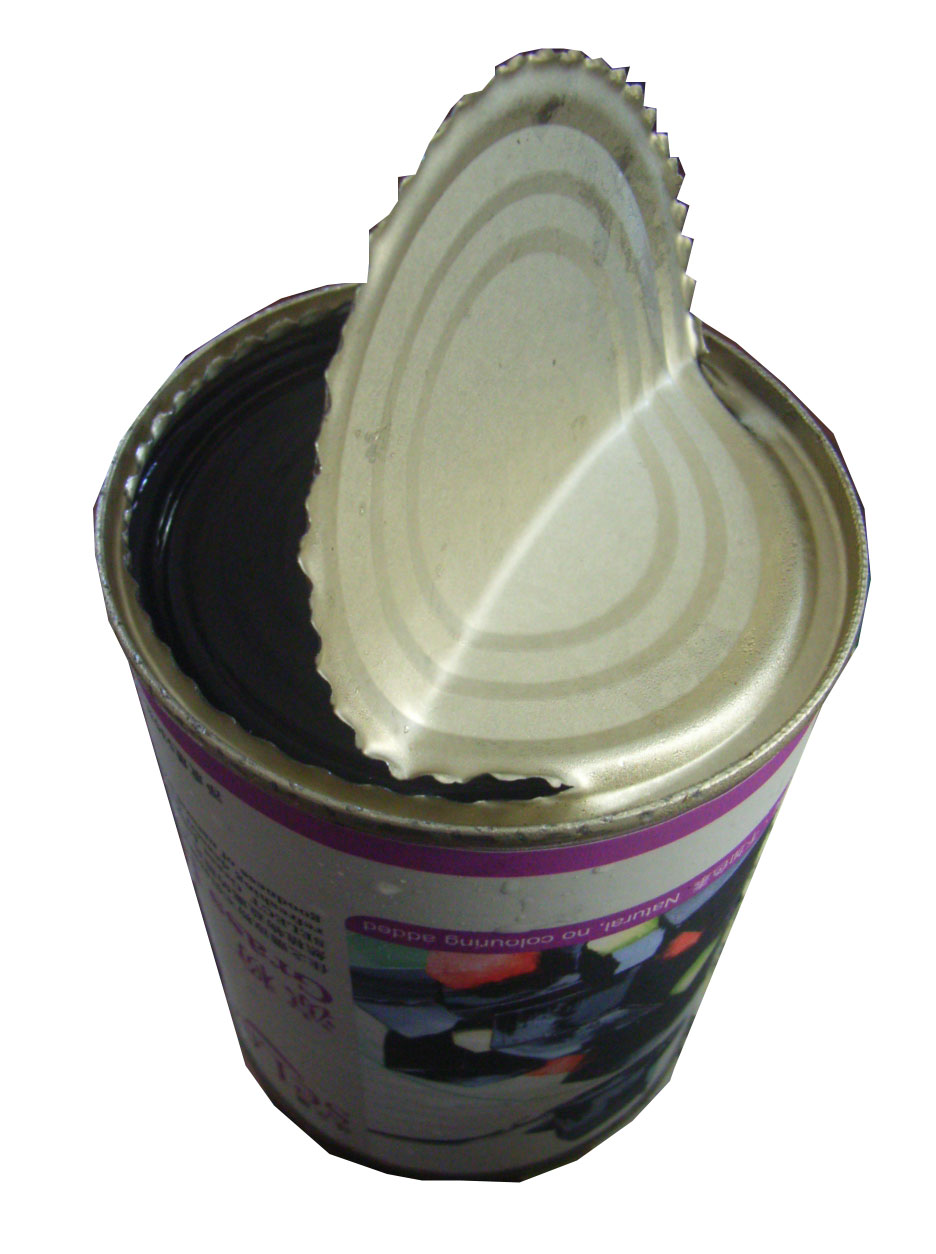

Консе́рви (лат. conservo — «зберігаю») — харчові продукти тваринного або рослинного походження, які були піддані спеціальній обробці й пакуванню з метою тривалого зберігання.
У широкому сенсі під визначення консервів підходять будь-які продукти, які в результаті готування отримують здатність не псуватися тривалий час. При цьому під поняття консерви потрапляють і припаси взапас — квашена капуста, огірки, риба, сушені гриби, копчене м'ясо тощо.
Зазвичай у прикладному значенні консервами називають харчові продукти, розфасовані в герметичну тару (головним чином бляшану або скляну) і піддані стерилізації.

## Види консервів
Консервна промисловість СРСР виробляла близько 600 видів різних консервів.
За видами основної сировини консерви поділяють на такі групи:
- консерви овочеві
- консерви м'ясні
- консерви рибні
- консерви молочні
- консерви плодово-ягідні (компоти плодові і ягідні; соки плодові і ягідні)

У межах кожної групи консерви підрозділяються по видах сировини, способам її переробки й призначенню готової продукції.
Овочеві:
- Натуральні
- Соки
- Закусочні
- Обідні
- Консерви для дитячого харчування
- Дієтичні
- Томат-продукти (Томатне пюре, паста, соуси)
- Маринади й соління (у герметичній тарі, пастеризовані)

Плодово-ягідні:
- Компоти
- Соки (натуральні, із цукром, концентровані)
- Стерильні пюре, соуси й пасти
- Варення, джем, повидло, желе й сиропи
- Консерви для дитячого харчування
- Маринади (у герметичній тарі, пастеризовані)

М'ясні:
- Консерви з м'яса й м'ясопродуктів
- Консерви м'ясо-рослинні: а) м'ясо-рослинні на бобових культур б) з м'яса із крупами, в) з м'яса з макаронними виробами, г) м'ясоовочеві
- Консерви рослинні з жиром
- Консерви із птиці й дичини
- Маринади з м'ясопродуктів.

Рибні
- Натуральні (у тому числі консерви в бульйоні й у желе)
- У томатному соусі: а) з обсмаженої риби, б) з відварної риби
- Консерви рибні в олії: а) з риби обсмаженої, б) з риби копченої (у тому числі шпроти), в) з риби підсушеної (сардини, сайра), г) з риби вареної
- Паштети й пасти
- Рибо-рослинні
- З китового м'яса
- З м'яса ракоподібних (краби, креветки, раки)
- Пресерви в герметичній тарі, нестерилізовані.

Молочні:
- Згущені із цукром
- Згущені без цукру
- Сухі.

Від консервів варто відрізняти так звані пресерви, що являють собою харчові продукти в герметичній тарі, що не піддавалися стерилізації або пастеризації. До пресервів належать солоні й мариновані рибні продукти, непастеризовані плодоягідні джеми, варення, повидло, згущене молоко із цукром і інші продукти.

### Класифікація консервів у СРСР
```
│
├М’ясні
│   ├натуральні
│   │   ├
яловичина
, 
свинина
, 
баранина
 тушковані
│   │   └кури, качки, гуси відварні - у власному соку
│   ├з кулінарно оброблених птахопродуктів і м’яса, включаючи готові м’ясні страви 
│   │   ├
рагу
 куряче в желе
│   │   ├
чахохбілі

│   │   ├курка в білому соусі 
│   │   └ін.
│   ├в вигляді 
паштетів
 
│   │   ├м’ясний
│   │   ├яловичий
│   │   └печінковий
│   ├
гуляш
, 
Бефстроганов

│   ├консервовані 
сосиски
, 
ковбаси
 
│   ├ковбасні 
фарші
 
│   │   ├язикові
│   │   ├яловичі
│   │   └фаршеві
│   └з субпродуктів 
│       ├
нирки
, 
│       ├
мізки
, 
│       └
рубець

│
├М’ясорослинні (
м’ясо
 з)
│   ├
горохом
, 
│   ├
квасолею
,
│   ├
сочевицею
,
│   └круп’яними та макаронними виробами
│
├Молочні 
│   ├згущені молочні продукти з цукром
│   │   ├
молоко
,
│   │   ├
вершки
,
│   │   └зняте молоко
│   └стерилізоване згущене молоко без цукру
│
├Рыбні
│   ├консерви (стерилізуються)
│   │   ├натуральні - у власному соку
│   │   │   ├лососеві,
│   │   │   ├осетрові 
│   │   │   └з морожених продуктів 
│   │   │       ├крабів, 
│   │   │       ├креветок,
│   │   │       ├
трепангів
, 
│   │   │       ├кальмарів,
│   │   │       └мідій 
│   │   ├з обсмаженої у 
томатному соусі
 або у олії риби; 
│   │   └з копченої риби
│   └пресерви (нестререлізуємі)
│       ├
кілька
, 
│       ├
салака
,
│       └
оселедець
 
пряного засолу
 в різній маринадній і іншій гострій заливці
│
├Овочеві 
│   ├натуральні
│   │   ├
морква

│   │   ├
буряк

│   │   ├
цвітна капуста

│   │   ├
спаржа

│   │   ├зелений горошок,
│   │   ├цільноконсервовані томати,
│   │   ├
огірки
,
│   │   ├
цукрова кукурудза
,
│   │   ├
стручкова квасоля
,
│   │   ├
щавель

│   │   └ін. 
│   ├соки
│   │   ├моркв’яний,
│   │   ├
томатний
,
│   │   └буряковий
│   ├концентровані томатопродукти
│   │   ├паста, 
│   │   ├пюре,
│   │   └соуси
│   ├закусочні консерви 
│   │   ├з обсмажених у олії
│   │   │   ├
баклажанів
,
│   │   │   ├
кабачків
,
│   │   │   ├моркви,
│   │   │   └цибулі
│   │   ├овочі фаршировані,
│   │   ├
голубці
,
│   │   ├овочі нарізані,
│   │   └овочева ікра
│   ├обідні перші та другі готові страви
│   │   ├
борщі
,
│   │   ├
щі
,
│   │   ├
супи
,
│   │   ├
солянки
,
│   │   ├
рагу
 з овочів 
│   │   └ін.
│   ├овочі мариновані та квашені
│   ├гомогенізовані консерви для дитячого харчування
│   ├дієтичні
│   └інші
│       ├грибні консерви, 
│       ├соуси, 
│       └
заправки

│
└фруктові
    ├натуральні
    ├
компоти

    ├стерилізовані пюре, 
    ├соки
    │   ├прозорі або освітлені, 
    │   └соки з тонкоподрібненою 
м’якоттю

    ├варення, 
    ├джеми, 
    ├желе, 
    ├сиропи
    └заморожені фрукти, ягоди, овочі
```